# 罗克·萨恩斯·培尼亚
罗克·何塞·安东尼奥·德尔萨格拉多·科拉松·德·赫苏斯·萨恩斯·培尼亚·拉伊特（西班牙語：Roque José Antonio del Sagrado Corazón de Jesús Sáenz Peña Lahitte，1851年3月19日—1914年8月9日），阿根廷总统，1914年死于任上。
他负责通过著名的法律8831，又名萨恩斯·培尼亚法（Sáenz Peña Law），很大地改革了阿根廷的选举系统，容許做秘密投票，普遍和必需为男性。这有效地结束了由保守的阿根廷寡头政治的选举欺骗规则，并且为国家的根本民事自由竞选铺平道路。
| 前任： 何塞·菲格罗亚·阿尔科塔 | 阿根廷总统 1910年—1914年 | 繼任： 维多利诺·德拉普拉萨 |